# Annaka Harris
Annaka Harris, född Gorton 1976, är en amerikansk författare. Hennes arbete berör neurovetenskap, meditation, sinnesfilosofi och medvetande. Hon är författare till New York Times-bästsäljaren Conscious: A Brief Guide to the Fundamental Mystery of the Mind (2019) och barnboken I Wonder (2013).

## Biografi
Harris var 2007 en av grundarna av den icke-vinstdrivande gruppen för vetenskaplig utbildning Project Reason. Hon är författare till barnboken I Wonder, som handlar om osäkerhet och verklighetens natur.
Hon skrev 2019 den New York Times-bästsäljande vetenskapsboken Conscious: A Brief Guide to the Fundamental Mystery of the Mind. Boken behandlar bland annat fri vilja, panpsykism och det svåra problemet med medvetande.
Harris har sedan 2004 varit gift med författaren och filosofen Sam Harris. De har två döttrar.